# Петровка (Староматинська сільська рада)
Петро́вка (рос. Петровка, башк. Петровка) — присілок у складі Бакалинського району Башкортостану, Росія. Входить до складу Староматинської сільської ради.
Населення — 16 осіб (2010; 41 у 2002).
Національний склад:
- кряшени — 90 %